# Opéra Bastille
De Opéra Bastille is een operagebouw in Parijs, gelegen in het 12e arrondissement aan de Place de la Bastille. Het was aanvankelijk bedoeld als vervanging van de Opéra Garnier. Beide locaties worden nu gebruikt door de Opéra national de Paris.

## Geschiedenis
Het idee voor een nieuw operagebouw werd in 1968 gelanceerd door de componist Pierre Boulez en de choreograaf Maurice Béjart, en de regisseur Jean Vilar.
De Franse president François Mitterrand besloot in 1982 dat in Parijs een tweede operagebouw moest komen. Als locatie werd het voormalige spoorwegstation Gare de la Bastille (1859) gekozen. In 1983 werd een prijsvraag uitgeschreven voor het ontwerp, en in 1984 koos een jury dat van de Canadees-Uruguayaanse architect Carlos Ott uit 757 ontwerpen. De bouw begon in november van datzelfde jaar met de sloop van het Gare de la Bastille, dat sinds 1969 voor kunsttentoonstellingen was gebruikt.
Het gebouw werd ingewijd op 13 juli 1989, aan de vooravond van de herdenking van de bestorming van de Bastille. Het was niet op tijd voltooid om er een operavoorstelling te kunnen geven. Daarom werd tijdens de opening alleen een galaconcert uitgevoerd onder leiding van dirigent Georges Prêtre en met onder andere Teresa Berganza en Plácido Domingo. De eerste operaopvoering vond plaats op 17 maart 1990 toen Les Troyens van Hector Berlioz werd uitgevoerd.
In de zomer van 2007 begon een grootscheepse renovatie van de gevel die tot 2009 zouden duren, waarbij alle natuurstenen gevelplaten werden vervangen door anders bevestigde composieten afsluitplaten. Een deel van de gevel was al sinds 1996 in veiligheidsnetten gehuld, om te voorkomen dat voetgangers door losschietende delen van de beplating zouden worden getroffen. De Franse overheid voerde voorafgaand aan de renovatie meer dan tien jaar processen tegen de aannemers om deze vroegtijdige mankementen aan te vechten, processen die pas in 2007 werden gewonnen.

## Afbeeldingen

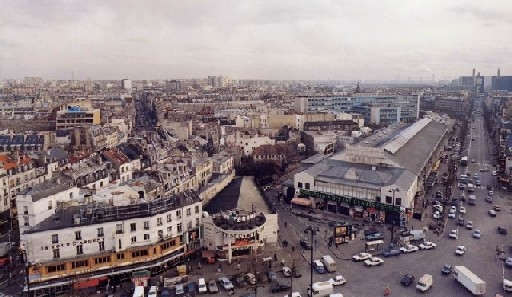
Situatie voor de bouw van de Opera
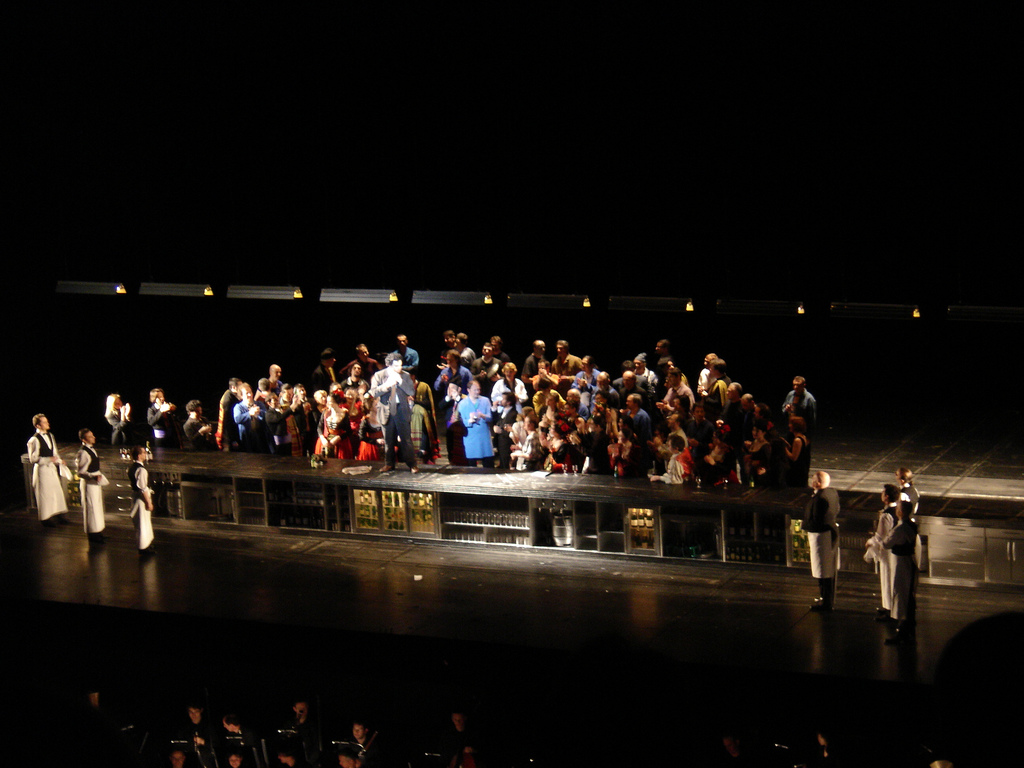
Opvoering van de opera Les Contes d'Hoffmann
Gedenkzuil op Place de la Bastille met erachter de Opera